# Geert Van der Stricht
Geert Van der Stricht (Deurne, 11 de febrer de 1972) és un jugador d'escacs belga que té el títol de Mestre Internacional des de 2001.

## Resultats destacats en competició
L'any 2003 a Palmares Geert va acabar en el lloc 25 amb 5,5 punts (el torneig el guanyà Vladimir Epishin amb 7,5 punts. El 2002 Geert va guanyar el Campionat de Flandes amb 5,5 punts.
El 2003 va guanyar el campionat absolut de Bèlgica.
Al campionat belga de 2005, celebrat entre el 2 i el 10 de juliol a Aalst Van der Stricht hi va ser setè amb 5 punts (el campió fou Alexandre Dgebuadze amb 7 de 9, seguit de Paul Motwani amb 6,5 punts, i Marc Dutreuw en tercer lloc amb 5,5 punts.
El 13 de juliol de 2014, Geert va tornar a ser campió de Bèlgica, per segon cop.